# Miriam Pabón
Miriam Ivette Pabón Carrión (sinh ngày 3 tháng 1 năm 1985), còn được gọi là Mimi Pabón, là một người mẫu Puerto Rico, người dẫn chương trình truyền hình, phóng viên giải trí, nữ diễn viên và là chủ nhân cuộc thi sắc đẹp.

## Đầu đời
Sinh ra ở New York, cô cùng gia đình trở về Puerto Rico khi 9 tuổi. Ngay từ khi còn nhỏ, cô đã thể hiện sự quan tâm lớn với nghệ thuật khiêu vũ, âm nhạc, người mẫu và mọi thứ liên quan đến ngành công nghiệp giải trí. Cô được giáo dục tại các trường công lập và sau đó tiếp tục học tại cả Đại học Puerto Rico ở Humacao và sau đó ở quận Río Piedras của San Juan, nơi cô học chuyên ngành Magna Cum Laude về Nhà hát & Giáo dục. Sau đó, cô đã có bằng sau đại học về sản xuất sự kiện:

## Cuộc thi sắc đẹp

### Hoa hậu Puerto Rico Teen Latina
Năm 16 tuổi, cô đã giành được danh hiệu cuộc thi Hoa hậu Puerto Rico Teen Latina.

### Hoa hậu quốc tế 2008
Miriam đại diện cho Puerto Rico  tại cuộc thi Hoa hậu Quốc tế 2008 được tổ chức tại Nhật Bản và Ma Cao vào ngày 8 tháng 11 năm 2008, nơi cô được xếp vào Top 12.

### Hoa hậu Thế giới Puerto Rico 2008
Vào năm 2008, Pabon đại diện cho đô thị Juncos tại Miss World Puerto Rico 2008, nơi cô đã hoàn thành với vị trí Á hậu 3.

### Hoa hậu Mỹ 2010
Vào ngày 31 tháng 7 năm 2009, Pabón đã đăng quang cuộc thi Hoa hậu Puerto Rico 2009 và cũng giành được Giải thưởng Dịch vụ Cộng đồng. Cô tiếp tục đại diện cho Puerto Rico tại cuộc thi Hoa hậu Mỹ 2010, nơi cô đã giành chiến thắng trong Cuộc thi Sơ khảo Áo tắm, trở thành đại diện đầu tiên của Puerto Rico và một lãnh thổ để làm điều đó. Cô là người phụ nữ đầu tiên đại diện cho Puerto Rico tại cuộc thi Hoa hậu Mỹ sau 50 năm vắng bóng.

### Hoa hậu Hoàn vũ Puerto Rico 2011
Năm 2010, cô đại diện cho thành phố San Juan trong cuộc thi Hoa hậu Hoàn vũ Puerto Rico 2011, nơi cô đã lọt vào Top 10 và giành giải Hoa hậu Gương mặt L'Bel.

## Nghề nghiệp
Mimi bắt đầu làm người mẫu từ khi 3 tuổi và trở thành chuyên nghiệp ở tuổi 14. Là một người mẫu, cô đã xuất hiện trên các trang bìa và biên tập của các tạp chí như Ocean Drive, Imagén, Caras, Buena Vida, Esposa Moderna, Agenda para la Novia, Maxim, và hơn thế nữa. Cô đã đạt được các chiến dịch cho các thương hiệu như Walmart, Avon, L'Bel, Beyond Salon, Esika, Kinder Bueno, Chevrolet, v.v.
Khoảng 16 tuổi, cô bắt đầu sự nghiệp với tư cách là một nữ diễn viên quảng cáo và phim ảnh. Một số hợp đồng biểu diễn quốc gia mà cô đã kiếm được là Burger King, Jeep, Pepsi, Heineken, Brquil, Armor All, và IBC Root Bia cũng như các nhãn hiệu khác.
Cô đã xuất hiện trong các video âm nhạc của các nghệ sĩ Latin như Don Omar, Ricky Martin, N'Klabe, Víctor Manuelle và Elvis Crespo. Cô đóng chung trong các bộ phim ngắn Heaven & Hell và Panas bị bắt và có một vai nhỏ trong bộ phim truyền hình Quyết định Puerto Rico. Cô cũng là một trong những người thay thế cho Zoe Saldana cho The Losers. Năm 2018 En Alta Mar được phát hành bộ phim đầu tiên của cô.
Miriam chia thời gian của mình với tư cách là một nữ diễn viên, người mẫu và chủ yếu là người dẫn chương trình truyền hình và phóng viên giải trí làm việc cho các kênh như WAPA và WapA America và Mega TV. Năm 2009, cô bắt đầu làm người dẫn chương trình cho Trò chơi xổ số của Puerto Rico. Vào năm 2012, cô đã tổ chức đưa tin hậu trường cho mùa thứ 2 và 3 của Idol Puerto Rico. Là một phóng viên giải trí, cô có một danh sách dài gồm nhiều nghệ sĩ Latin lớn mà cô đã phỏng vấn bao gồm nhiều người chiến thắng Grammy khác nhau như Ednita Nazario, Tommy Torres, Prince Royce, Noel Schajris, Gilberto Santa Rosa, Carlos Vives, Luis Enrique, Pablo Alborán, Jerry Rivera, Víctor Manuelle, Tito El Bambino, Wisin &amp; Yandel, Elvis Crespo, Arcángel, Kany Garcia, Sie7e, Jesse &amp; Joy, Antonio Orozco, Pedro Capó, và nhiều hơn nữa.
Vào tháng 4 năm 2014 Miriam bắt đầu tổ chức và sản xuất dự án truyền hình mới "Fashion House" của Wapa & Wapa America, một chương trình định hướng thời trang, phong cách & nổi tiếng. Cô đã trở thành một người có ảnh hưởng truyền thông xã hội lớn sau khi rời Wapa và cuối cùng bắt đầu với tư cách là Người dẫn chương trình truyền hình của chương trình truyền hình Paparazzi của Mega TV.

## Cuộc sống cá nhân
Năm 2012, Pabón kết hôn với thợ cắt tóc Ángel Reyes. Tuy nhiên, vào năm 2013, sau chưa đầy một năm kết hôn, họ đã ly hôn vào năm 2014.
Năm 2012, cô hạ sinh con trai của Reyes, Ricardo Reyes Pabon.
Mùa hè 2018 cô chuyển đến New York để tiếp tục sự nghiệp diễn xuất.

## liên kết ngoài
- Miriam Pabón trên IMDb